# String (revistă)
String este atât numele unui cenaclu de science-fiction apărut în octombrie 1989 prin consensul unor studenți de la Universitatea Politehnica din București (conduși de Mihaela Muraru-Mândrea), cât și al revistei de știință prospectivă și science-fiction editată în România de către membrii respectivului cenaclu.

## Cenaclul
Printre membrii fondatori au figurat și Ion Hobana, Alexandru Mironov, Mihai Bădescu, Romulus Bărbulescu, George Anania, Ștefan Ghidoveanu, Florin Munteanu, Ion Albescu și Constandina Paligora.
Gruparea a organizat în București cea de-a XX-a ediție a Romcon și a întemeiat o organizație neguvernamentală, pentru a veni în sprijinul activității de creație și cercetare în domeniul Științei Prospective și Science Fictionului (Centrul pentru Știință Prospectivă și Science Fiction).

## Revista
Primele două numere au fost editate de Editura Baricada, următoarele de Editura Tornada în colaborare cu Editura Ecce Homo. Redactor șef a fost Mihaela Muraru-Mândrea. Colaboratori și membri ai colectivului de redacție au fost: Liviu Radu, Ana-Maria Negrilă, Mihai Bădescu  (redactor-șef adjunct), Romulus Bărbulescu (redactor literar), Ion Cristea, Florin Munteanu (redactor științific), Neculai Ghinuți, Călin Popovici, Dan D. Farcaș, Eugen Celan, György Mandics, Horia Aramă, Dorel Dorian, Alexandru Mironov și alții.

### String 1
Primul număr (48 de pagini) a apărut în  iunie 1990. O scurtă notă din numărul 5 amintește de „teoria stringului” cea care a dat numele   revistei.

### String 2
Povestiri SF publicate în numărul 2 al revistei (1990 ): Cele nouă miliarde de nume ale Domnului de Arthur C. Clarke, Fiara de Harlan Ellison sau Tricentenarul de Joe Haldeman, Planeta Umbrelelor Albastre de George Anania și Romulus Bărbulescu.  Ștefan Ghidoveanu scrie despre  Începuturile filmului științifico-fantastic.

### String 3
Numărul 3 a apărut în 1991 și a conținut eseuri ca De la ipoteza S.F. la teoria științifică de Mircea Rusu; Predicție și ficțiune de Mihai Bădescu; povestiri SF ca „A nu fi singur” de Marius Alecu, „Cheile” de Dănuț Ungureanu, „Omul Black-Hole” (The Hole Man) de Larry Niven sau „Colecționarul” (Collector's Item) de Damon Knight.

### String 4
Numărul 4 a apărut în 1991 și a conținut eseuri ca Lumea unui genetician de Constantin Maximilian, Dacă poate fi făcut, natura a făcut-o deja de Arthur C. Clarke (traducere de Mihai Bădescu), Inteligența artificială, încotro de John McCarthy, John Lily și universurile alternante de Mihai Bădescu, poezii ca Tornada, Împovărare și Ou spiralat de Mihaela Muraru-Mândrea, povestiri SF ca „O zi din șirul multelor zile” de Gheorghe Păun sau „Condamnare la moarte” de Isaac Asimov (traducere Dan Iordache).

### String 5
Numărul 5 din 1992 a conținut materiale precum Teoria string și unificarea fizicii (fragmente din A Brief History of Time) de Stephen Hawking, Stringul și urzeala cosmică de Fritjof Capra, Teoria coardelor și fizica viitorului de Mihaela Muraru-Mândrea, String și posibilități SF de Liviu Radu.

### String 6
Numărul 6 a apărut în 1993 (1994) și a conținut eseuri ca Fragmentarium de Mihail Eminescu, Piramida de Marioara Godeanu, Despre structura geometrică a societății de Liviu Radu sau povestiri SF ca „O mașinărie a timpului” de Ovidiu Bufnilă, „Noaptea inițierii” de Liviu Radu, „Întuneric” de L. St. Joyman

### String 7-17
Numărul 7 apărut după o perioadă de întrerupere de 2 ani, la editura Tornada, ca un număr special Religie. Numărul 11 - special Timpul. Numărul 13 - special Realitate și iluzie. În total au fost publicate 17 numere.

## Vezi și
- Fanzin
- Solaris (fanzin)